# Colegiul Național Grigore Ghica Dorohoi
Colegiul Național „Grigore Ghica” din Dorohoi (str. Grigore Ghica nr.41) este o unitate școlară înființată la 6 septembrie 1879 ca școală gimnazială, având 9 elevi. Ulterior în anul 1883 primea numele de „Grigore Ghica Vv.” și ajungea la 4 clase, dând atunci și primii săi absolvenți în număr de 4. 
În anul 1923-1924, gimnaziul era ridicat la rangul de liceu, elevii având posibilitatea de a-și continua studiile tot în Dorohoi și pentru cursul superior. 
Pe parcurs liceul a suferit modificări de nume și profil. Până în anul 1949 purta numele de Liceul de băieți „Grigore Ghica Vv.”, în anul școlar 1951-1952 avea în profil și clasele primare, în 1953-1954 devenea Școala Medie nr.1. Între anii 1956-1966 funcționa cu numele de Liceul nr.1 Dorohoi, având 8 clase I-IV, 8 clase V-VIII și 14 clase liceu, în total 32 de clase. În anul 1969 erau separate clasele I-VIII de liceu formând Școala Gimnazială nr.5,care ulterior a preluat numele de Școala Gimnazială Spiru Haret , iar liceul se intitula „Liceul de cultură generală nr.1”. 
În anul 1976 s-a încercat să se formeze un liceu real modern, pentru ca din anul școlar 1977-1978 să devină liceu de matematică-fizică, apoi Liceul industrial nr.2 pentru ca imediat după 1989, prin grija directorului de atunci al liceului, Maftei Ștefan și cu concursul primului prefect din această nouă perioadă, Corneliu Buliga, fost elev al liceului, să redevină Liceul Teoretic „Grigore Ghica Vv.”
În prezent, acesta activează cu numele de Colegiul Național „Grigore Ghica” (prescurtat CNGG) care este un colegiu teoretic cu 4 specializări:  Matematică-Informatică, Științe ale Naturii, Filologie și Științe Sociale.